# Цімбота Сергій Михайлович
Сергі́й Миха́йлович Цімбо́та (5 листопада 1985 — 17 липня 2015) — солдат Збройних сил України, учасник російсько-української війни.

## З життєпису
Народився 1985 року в селі Синевир Закарпатської області, де 2002-го закінчив загальноосвітню школу. Мешкав з родиною у Дніпропетровську, 2 роки служив за контрактом.
6 липня 2015-го мобілізований, солдат, стрілець-санітар 2-го відділення 3-го взводу 1-ї роти 1-го механізованого батальйону, 93-тя окрема механізована бригада.
17 липня 2015 року загинув на опорному пункті «Шахта» поблизу Авдіївки — під час мінометного обстрілу, який вели проросійські терористи, один зі снарядів влучив у бліндаж, упало перекриття. Сергій загинув під завалами, зазнавши поранень, не сумісних з життям.
23 липня 2015-го похований у Синевирі біля могили батька.
Без Сергія лишилися дружина та двоє синів.

## Нагороди
За особисту мужність, сумлінне та бездоганне служіння Українському народові, зразкове виконання військового обов'язку відзначений — нагороджений
- нагороджений орденом «За мужність» ІІІ ступеня (25.12.2015, посмертно)[1]
- 27 травня 2016 року в селі Синевир на будівлі загальноосвітньої школи відкрито меморіальну дошку Сергію Цімботі
- розпорядженням голови Закарпатської ОДА від 20.4.2016 року центральну вулицю без назви у житловому мікрорайоні «Кривий» села Синевир перейменовано на вулицю Сергія Цімботи.